# S/2007 (60621) 1
S/2007 (60621) 1 é um satélite natural do corpo celeste binário denominado de (60621) 2000 FE8.

## Descoberta
O satélite foi descoberto no ano de 2007 pelo Telescópio Espacial Hubble, após sete anos da descoberta de (60621) 2000 FE8.

## Características físicas
Ele é um objeto transnetuniano que tem um diâmetro de cerca de 111 km e orbita o corpo primário a uma distância de 1.180 quilômetros de distância, completando uma órbita a cada semana. Ao ser observada a partir da superfície de (60621) 2000 FE8, S/2007 (60621) 1 teria um diâmetro aparente de cerca de 6°, ou seja, doze vezes maior do que o Sol aparece a partir da Terra.